# Monterrein
Monterrein [mɔ̃tɛʁɛ̃] est une ancienne commune française, située dans le département du Morbihan en région Bretagne, devenue, le 1er janvier 2019, une commune déléguée de la commune nouvelle de Ploërmel.

## Géographie

### Situation

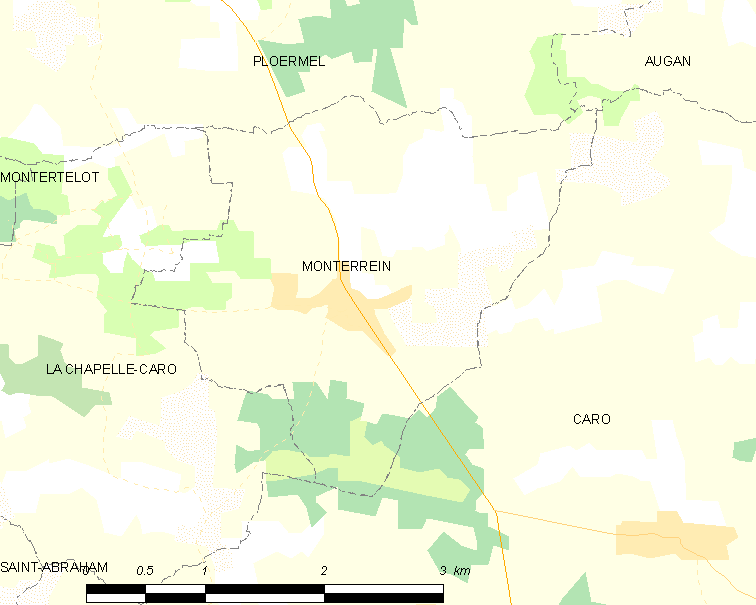
Carte de l'ancienne commune de Monterrein et des communes avoisinantes.

### Évolution du territoire
De 1793 au 1er janvier 2019, les deux communes de Ploërmel et Monterrein sont autonomes. Le 1er janvier 2019, la commune nouvelle de Ploërmel est créée en lieu et place des communes de Monterrein (56138) et de Ploërmel (56165).
Pour un article plus général, voir Ploërmel#Géographie.
La commune étant désormais une commune déléguée de la commune nouvelle Ploërmel, les éléments géographiques caractéristiques de cette ancienne commune peuvent être consultés dans cet article.

## Toponymie
Le nom de la localité est mentionné sous la forme Mousterin en 1187, Monterrin en 1793, Monterrein en 1801.
Du vieux breton mouster désignant un monastère, dans ce cas une chapelle rurale, auquel serait associé le nom du saint Rin (que l'on retrouve dans le nom de la commune de Plourin par exemple), mais plus probablement, du relief de la commune. En effet, le territoire de la commune comprend deux collines. Sur la plus élevée se dresse le château de la Haute-Touche à 1 kilomètre à l'ouest du bourg. Sur l'autre colline, située à l'est, se dressent les ruines des moulins de la Haute-Touche. Le mot Touche vient de Tuchenn qui indique un tertre, une éminence, un mont. Le mot Tuchenn vient lui-même de Torgenn. Associé à « Mont » (mot récent, synonyme de l'ancien Torgenn), on obtient Montorgenn puis Montorien puis Monterrin et enfin Monterrein.[réf. nécessaire]
Selon A. Marteville et P. Varin, le nom proviendrait peut-être de mons terrenus, nom d'un tumulus voisin, situé à l'ouest du bourg, dans la lande de Saint-Méen.
Le nom de la localité est attesté en breton sous la forme Mousterrin depuis 1995. Il s'agit de la forme normalisée proposée par l'Office Public de la Langue Bretonne. 

## Histoire

### Préhistoire et Antiquité
De la période préhistorique, il reste quatre menhirs sur le territoire communal.
Une enceinte fortifiée, de forme elliptique, fut découverte par l'abbé Marot près du village de Piperay. Selon Joseph-Marie Le Mené, elle serait d'époque romaine. La voie romaine allant de Ploërmel à Rieux, passait par le nord-est de la commune de Monterrein et par la Ville-au-Vy.

### Moyen-Âge et Temps modernes
Monterrein serait issu du démembrement de l'ancienne paroisse de Ploërmel.
Petite commune du Morbihan, Monterrein était une ancienne trève de la paroisse de Saint-Abraham.
Deux seigneuries existaient à Monterrein : la Haute-Touche, possédée successivement par les familles Bérard (en 1427), de Kervignac (en 1637) et du Boisbaudry (en 1750) et la seigneurie de Rumfort.

### Révolution française
Monterrein est érigée en commune en 1790. Depuis 1801, elle appartient au canton de Malestroit. Et elle acquiert en 1802, après le Concordat, le titre de paroisse.
Le 19 floréal an IV (9 mai 1796) une colonne de soldats républicains forte de 1 200 à 1 500 hommes, commandée par les adjudants généraux Simon et Crublier, se heurta à une bande de Chouans composée de 700 à 800 hommes au château de la Bourdonnaye ; n'osant pas les attaquer de suite et en ayant perdu la trace ensuite, Simon et Crublier laissèrent leurs soldats se livrer sur les communes de Caro et Monterrein à un pillage qui dura deux jours. D'après Angélique de la Marnière, épouse de François du Boisbaudry, les dégâts et pillages faits au château de la Haute-Touche se montaient à 1 977 livres.

### LeXIXesiècle
A. Marteville et P. Varin, continuateurs d'Ogée, décrivent ainsi Monterrein en 1853 :

« Monterrein : commune formée de l'ancienne trève de ce nom ; aujourd'hui succursale. (..) Principaux villages : le Quebois, Piperay, la Mohanais, la Brosselais, la Haute-Touche, le Tertre. Superficie totale 697 hectares 33 ares dont (..) terres labourables 238 ha, prés et pâturages 115 ha, bois 23 ha, châtaigneraies 12 ha, vergers et jardins 11 ha, landes et incultes 280 ha (..). Moulin de la Haute-Touche. Maison notable : la Haute-Touche. Presque tout le territoire de cette commune se compose de la colline dite des Moulins de la Haute-Touche et forme deux coteaux. L'un, exposé au sud, est rocailleux et aride, excepté à la porte du bourg ; l'autre, exposé au nord, est sur un sol argileux qui va en décroissant de valeur à mesure que l'on gagne la base de la colline. Les terres sont en général mal cultivées, mais les prairies sont bonnes et fertiles, parce que les pluies d'orage les dotent sans cesse des particules les plus fines du sol qui les dominent. (..) Géologie : terrain schisto-argileux. On parle le français [en fait le gallo]. »

Le 28 août 1883, Raoul du Boisbaudry, maire de Monterrein, fut suspendu de ses fonctions pendant deux mois « pour avoir publiquement et avec violence, (..) attaqué les lois et le gouvernement » à l'occasion de la distribution des prix de l'école publique de Roc-Saint-André.
Le Journal du Midi écrit en 1894 que la commune de Monterrein, qui n'a alors que 392 habitants, a été contrainte en raison des lois de laïcisation de construire une école publique des filles et un logement pour l'institutrice, que celle-ci n'a aucun élève (l'école privée en a 70).

### LeXXesiècle

#### La Belle Époque
En 1904 l'école tenue par les Sœurs de Saint-Jacut est fermée sur décision du gouvernement en vertu de la loi sur les congrégations.
En 1907 le journal L'Ouest-Éclair déplore l'arrièration des pratiques agricoles dans la région : « Que de landes encore, du côté de Campénéac par exemple, et comme les paysans sont routiniers par là. À Malestroit c'est pis encore ; de Saint-Marcel au Roc-Saint-André, par Sérent, de Réminiac à Monterrein, par Caro, comptez les terrains incultes, à peine plantés de maigres sapins. (..) Pourquoi alors ces progrès si lents qui paraissent nuls ? Pourquoi le sol de Sérent ou de Ménéac ne produiraient-ils pas aussi bien que celui de Bréhan ? Ces terrains sont trop maigres, dira-t-on. (..) La faute n'est pas à la terre, elle n'est pas plus au manque de bras, elle est au manque d'initiative, au manque d'influences compétentes ».
Un décret du Président de la République en date du 27 février 1911, attribue à la commune de Monterrein, à défaut de bureau de bienfaisance, les biens ayant appartenu à la fabrique de l'église de Monterrein et actuellement placés sous séquestre.

#### La Première Guerre mondiale
Le monument aux morts de Monterrein porte les noms de 22 soldats morts pour la France pendant la Première Guerre mondiale; parmi eux 2 sont morts en BelgiqueConstant Robert dès le 22 août 1914 à Maissin et ]Jean Guilloux le 23 avril 1917 à Coxyde) ; Joseph Gilard est mort des suites de ses blessures le 11 juin 1915 à Alexandrie (Égypte) ; Alexandre Naël est mort de maladie le 22 septembre 1918 alors qu'il était en captivité en Allemagne ; tous les autres sont morts sur le sol français.

#### L'Entre-deux-guerres

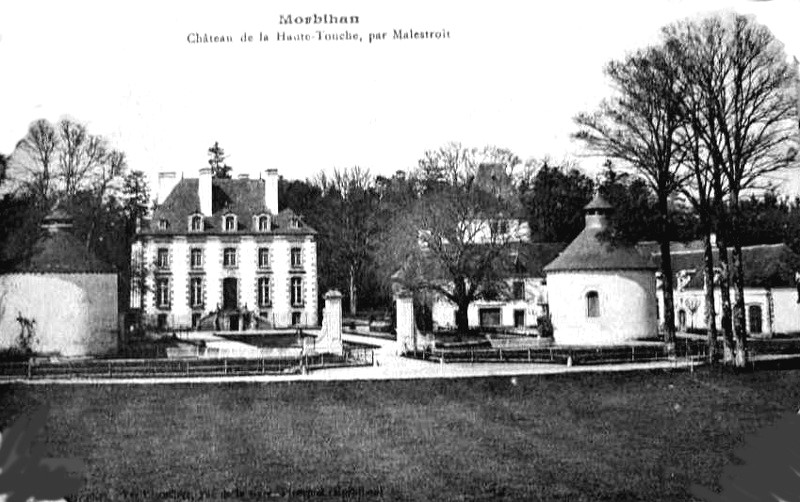
Le château de la Haute Touche vers 1920 (carte postale).

#### La Seconde Guerre mondiale
Le monument aux morts de Monterrein porte les noms de 4 personnes mortes pour la France pendant la Seconde Guerre mondiale : Eugène Mesle, tué à l'ennemi au printemps 1940 lors de la Bataille de France ; Léon Davalo (mort de maladie en 1940) ; Ange Duval, mort en 1944 lors d'un bombardement alors qu'il était en captivité en Allemagne ; Jean Evain, mort aussi en captivité en Allemagne, le 29 mars 1945.

#### L'après-guerre
Un soldat originaire de Monterrein, René Doudard, est mort pour la France le 26 novembre 1957 pendant la Guerre d'Algérie.
Depuis 1993, un monument symbolisant « La Paix » réalisé en schiste du pays, constitué de six colonnes laissant apparaître une colombe s'élançant dans le ciel. Ce monument s'intégrant dans l'enceinte de l'église est à la mémoire des enfants de Monterrein morts pour la France.

### LeXXIesiècle
Monterrein est passé de l'arrondissement de Vannes à l'arrondissement de Pontivy le 1er janvier 2017.
La commune fusionne avec la commune de Ploërmel au sein de la commune nouvelle de Ploërmel le 1er janvier 2019 et devient une commune déléguée.

## Politique et administration

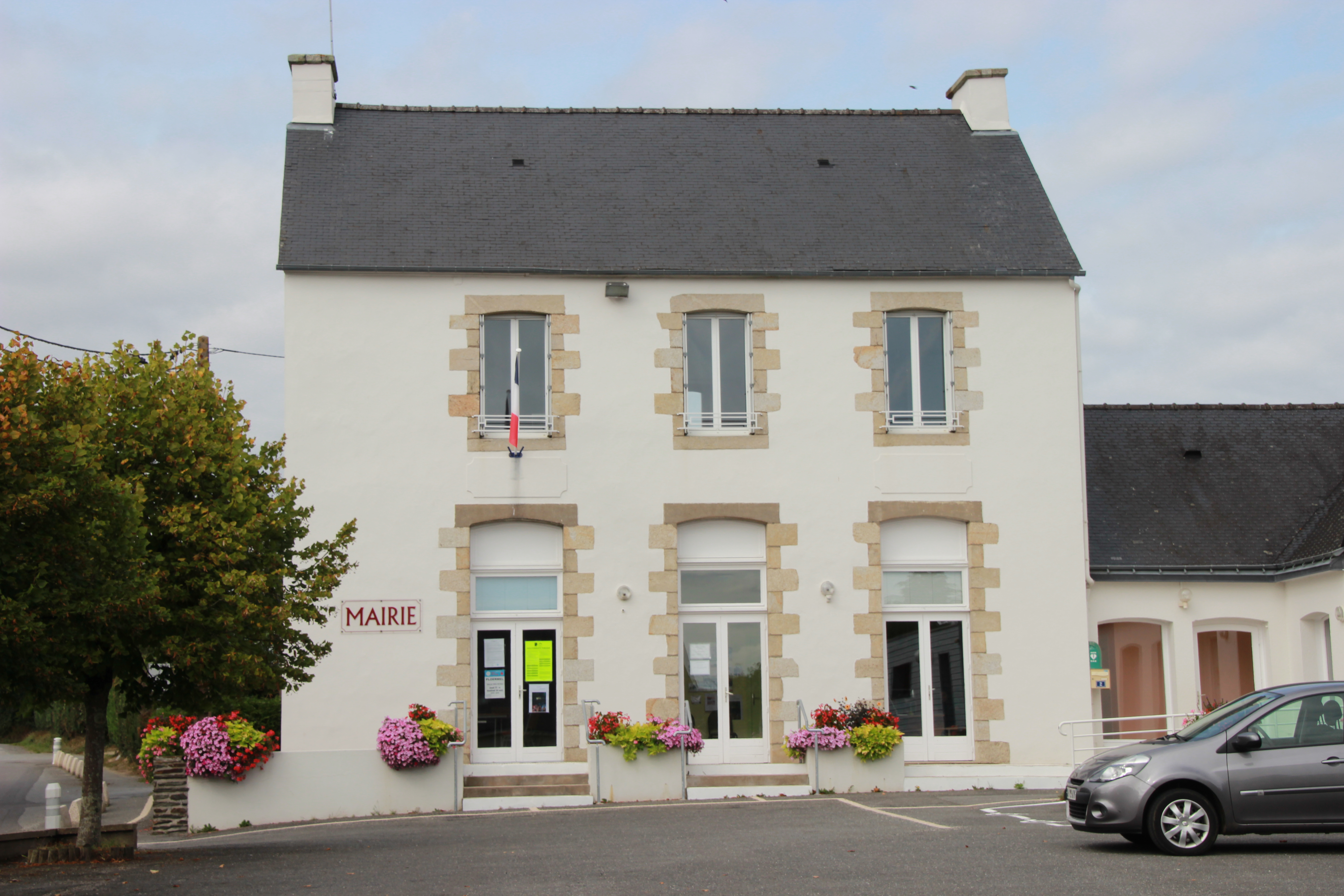
La mairie de Monterrein.

| Période | Période | Identité                   | Étiquette | Qualité |
| ------- | ------- | -------------------------- | --------- | --- |
| 2014    | 2018    | Marcel Benoît              |           | directeur d'un cabinet d'expertise comptable en retraite. Époux de Marie-Paule Benoît, maire entre 1989 et 1999.                                                              |
| 1999    | 2014    | Jean-Noël Jossé            |           | Fait maire honoraire en 2016. |
| 1989    | 1999    | Marie-Paule Benoit         |           | |
| 1959    | 1989    | Alain Du Boisbaudry (fils) |           | Fils d'Alain du Boisbaudry, maire entre 1929 et 1947. |
| 1947    | 1959    | Joseph Robert              |           | Menuisier. |
| 1929    | 1947    | Alain du Boisbaudry (père) |           | Fils d'Amédée du Boisbaudry, maire entre 1884 et 1925. |
| 1925    | 1929    | Louis de la Foye           |           | Comte. Gendre d'Amédée du Boisbaudry, maire entre 1884 et 1925. |
| 1884    | 1925    | Amédée du Boisbaudry       |           | Fils d'Hippolyte du Boisbaudry, maire entre 1872 et 1877. Conseiller général.                                                                                                 |
| 1881    | 1883    | Raoul du Boisbaudry        |           | Il a aussi été maire d' Augan entre 1900 et 1929. Frère d'Henri du Boisbaudry, maire précédent.                                                                               |
| 1877    | 1880    | Henri du Boisbaudry        |           | Comte. Fils d'Hippolyte du Boisbaudry, maire précédent. Capitaine dans l'armée territoriale. Son oraison funèbre par l'abbé Louis Barré, recteur de Monterrein, a été éditée. |
| 1872    | 1877    | Hippolyte du Boisbaudry    |           | Comte. |
| 1865    | 1872    | Pierre-Marie Chamaillard   |           | |
| 1852    | 1865    | Constant Robert            |           | Maître menuisier. |
| 1850    | 1852    | M. Druais                  |           | |
| 1835    | 1850    | Jean-Guillaume Taupinel    |           | |
| 1799    | 1835    | Jean-François Peschart     |           | |
| 1796    | 1798    | Jean Taupinet              |           | Agent |
| 1795    | 1796    | M. Noblet                  |           | |
| 1792    | 1795    | Julien Druais              |           | |
| 1790    | 1792    | Louis Jocet                |           | Vicaire |

La création de la commune nouvelle de Ploërmel entraîne la création d'une commune déléguée représentée par un maire délégué :
| Période          | Période | Identité      | Étiquette | Qualité |
| ---------------- | ------- | ------------- | --------- | ------- |
| 1er janvier 2019 | 2020    | Marcel Benoît | -         |         |

## Démographie
La localité de Monterrein est située à 5 km de la voie rapide Rennes-Lorient et à proximité de la voie rapide Nantes-Vannes. Au carrefour de ces grands axes, la population de cette commune est en constante croissance.
L'évolution du nombre d'habitants est connue à travers les recensements de la population effectués dans la commune depuis 1793. Pour les communes de moins de 10 000 habitants, une enquête de recensement portant sur toute la population est réalisée tous les cinq ans, les populations de référence des années intermédiaires étant quant à elles estimées par interpolation ou extrapolation. Pour la commune, le premier recensement exhaustif entrant dans le cadre du nouveau dispositif a été réalisé en 2005.

En 2016, la commune comptait 392 habitants, en évolution de +1,29 % par rapport à 2010 (Morbihan : +3,82 %, France hors Mayotte : +2,11 %).
| 1793 | 1800 | 1806 | 1821 | 1831 | 1836 | 1841 | 1846 | 1851 |
| ---- | ---- | ---- | ---- | ---- | ---- | ---- | ---- | ---- |
| 230  | 292  | 328  | 384  | 293  | 308  | 318  | 318  | 319  |

| 1856 | 1861 | 1866 | 1872 | 1876 | 1881 | 1886 | 1891 | 1896 |
| ---- | ---- | ---- | ---- | ---- | ---- | ---- | ---- | ---- |
| 326  | 325  | 357  | 342  | 336  | 344  | 363  | 362  | 345  |

| 1901 | 1906 | 1911 | 1921 | 1926 | 1931 | 1936 | 1946 | 1954 |
| ---- | ---- | ---- | ---- | ---- | ---- | ---- | ---- | ---- |
| 339  | 338  | 358  | 346  | 321  | 344  | 339  | 327  | 340  |

| 1962 | 1968 | 1975 | 1982 | 1990 | 1999 | 2005 | 2006 | 2010 |
| ---- | ---- | ---- | ---- | ---- | ---- | ---- | ---- | ---- |
| 320  | 328  | 366  | 333  | 298  | 308  | 348  | 352  | 387  |

| 2015 | 2016 | - | - | - | - | - | - | - |
| ---- | ---- | - | - | - | - | - | - | - |
| 391  | 392  | - | - | - | - | - | - | - |

## Équipements et commerces
La commune possède une école primaire Saint-Joseph, associée depuis 1996 avec l'école de Caro, une commune voisine, ainsi qu'une bibliothèque.
Deux commerces/restauration et plus de dix associations proposent des activités variées et dynamisent la vie de la commune.

## Culture et patrimoine

### Lieux et monuments
- 4 menhirs :
  - « La Roche Longue », menhir échancré en quartz du IVe siècle av. J.-C. de 4,20 m de haut, à proximité du village de Piprais, représenté sur le blason communal ;
  - « La Grenouille », menhir en schiste du IVe siècle av. J.-C. long de 2,60 m, au pied du précédent ;
  - « Le Fuseau », à une centaine de mètres de ces derniers ;
  - « La Quenouille » (dit aussi de la Maison Neuve), menhir haut de 3,50 m près du village de la Morhannais.

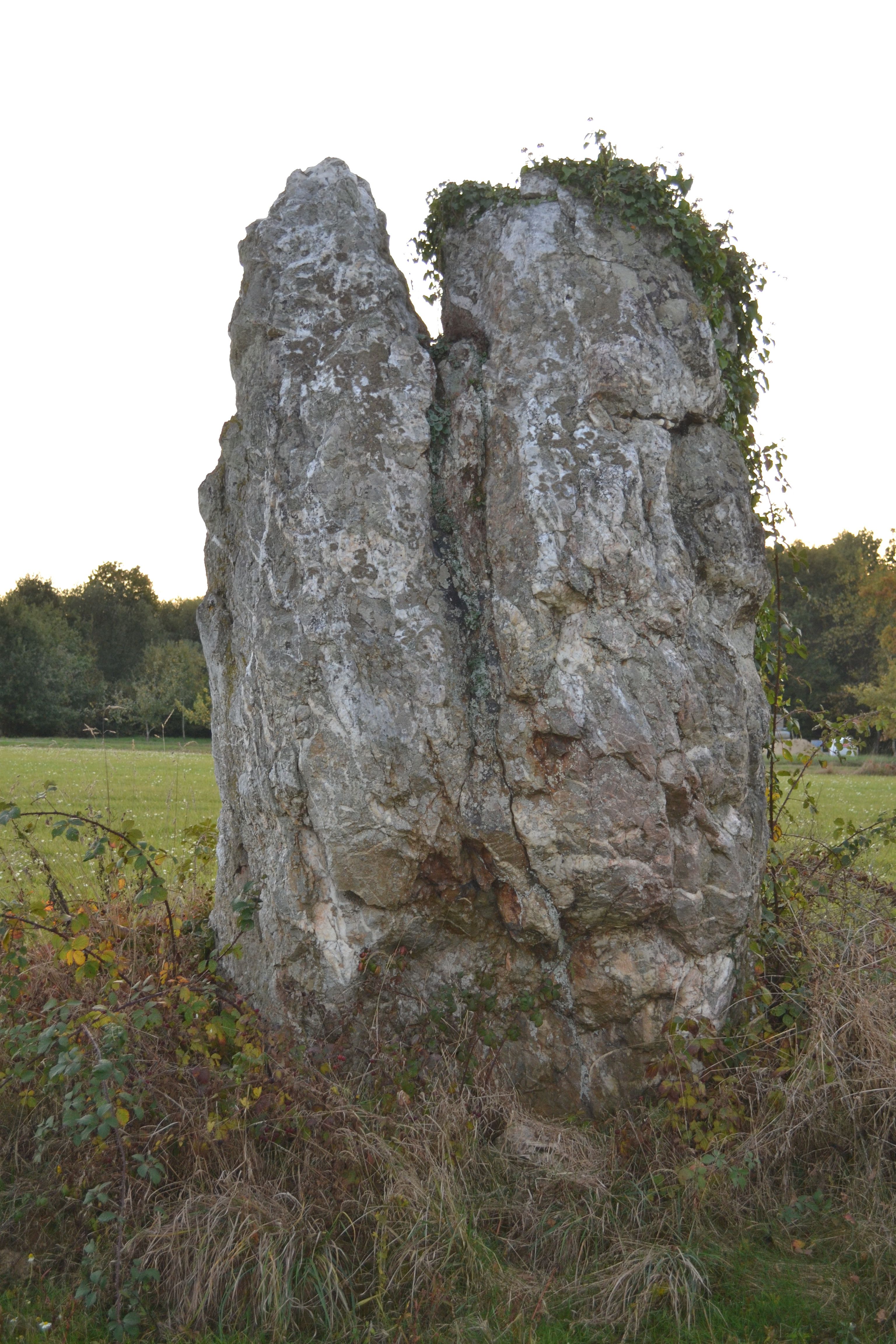
Le menhir du Piprais, dit aussi La Roche Longue.
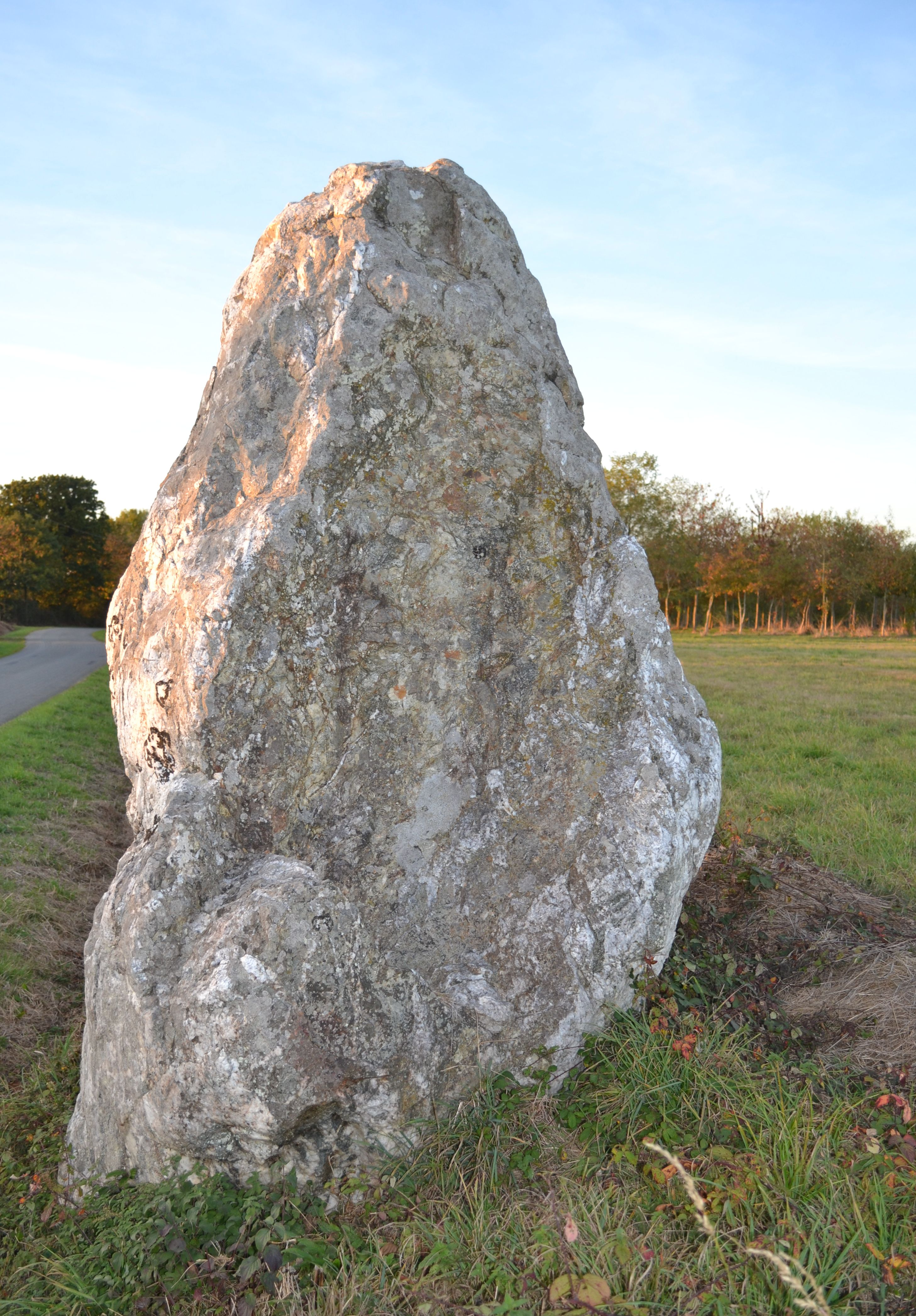
Le menhir de la Maison Neuve.

- L'église Saint-Malo, dédiée à l'origine à saint Barthélemy puis à saint Malo. Elle a la forme d'une croix latine avec un bas-côté au nord. Église romane du XIIe siècle, elle fut remaniée avec des restaurations et des additions aux XVIIe, XVIIIe et XIXe siècles. L'autel a été récemment rénové, on y trouve un panneau d'albâtre du XVe siècle figurant la Trinité et provenant a priori d'un ensemble anglais[23]. L'église possède aussi un mobilier religieux digne d'intérêt, notamment un encensoir[24], un confessionnal[25], deux ciboires, une poutre de gloire[26], etc..

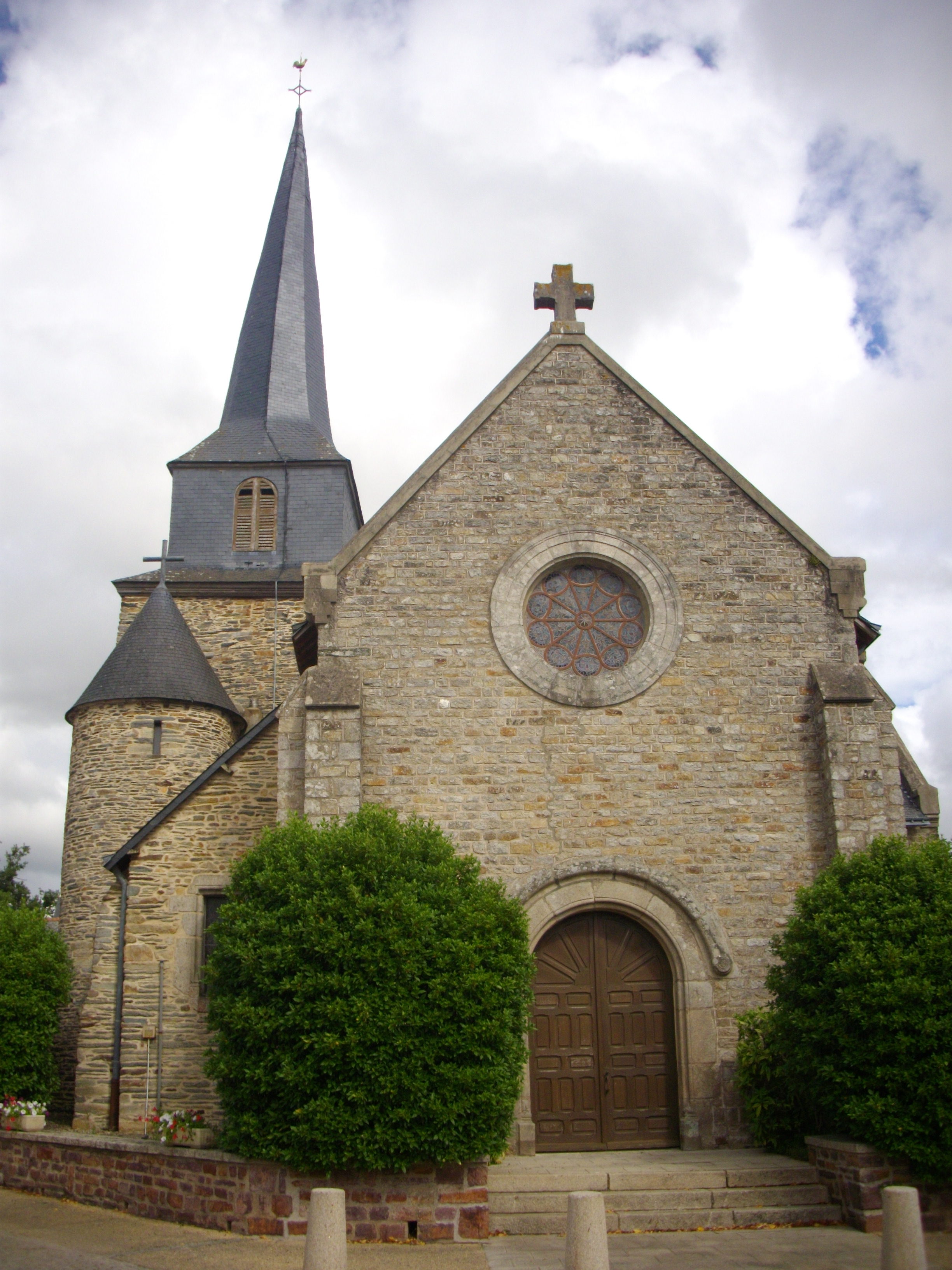
Église Saint-Malo de Monterrein : façade et clocher.
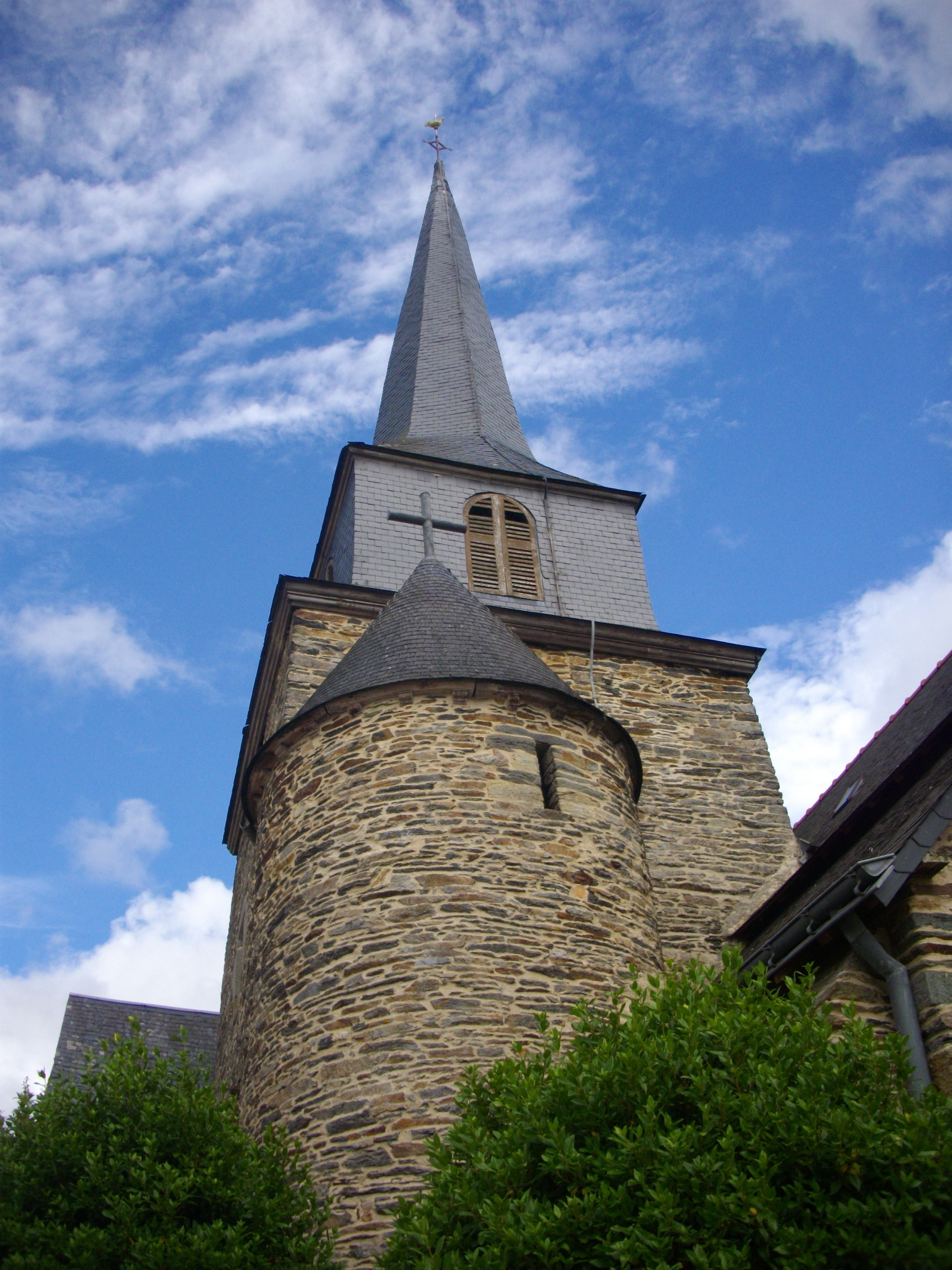
Église Saint-Malo de Monterrein : clocher.
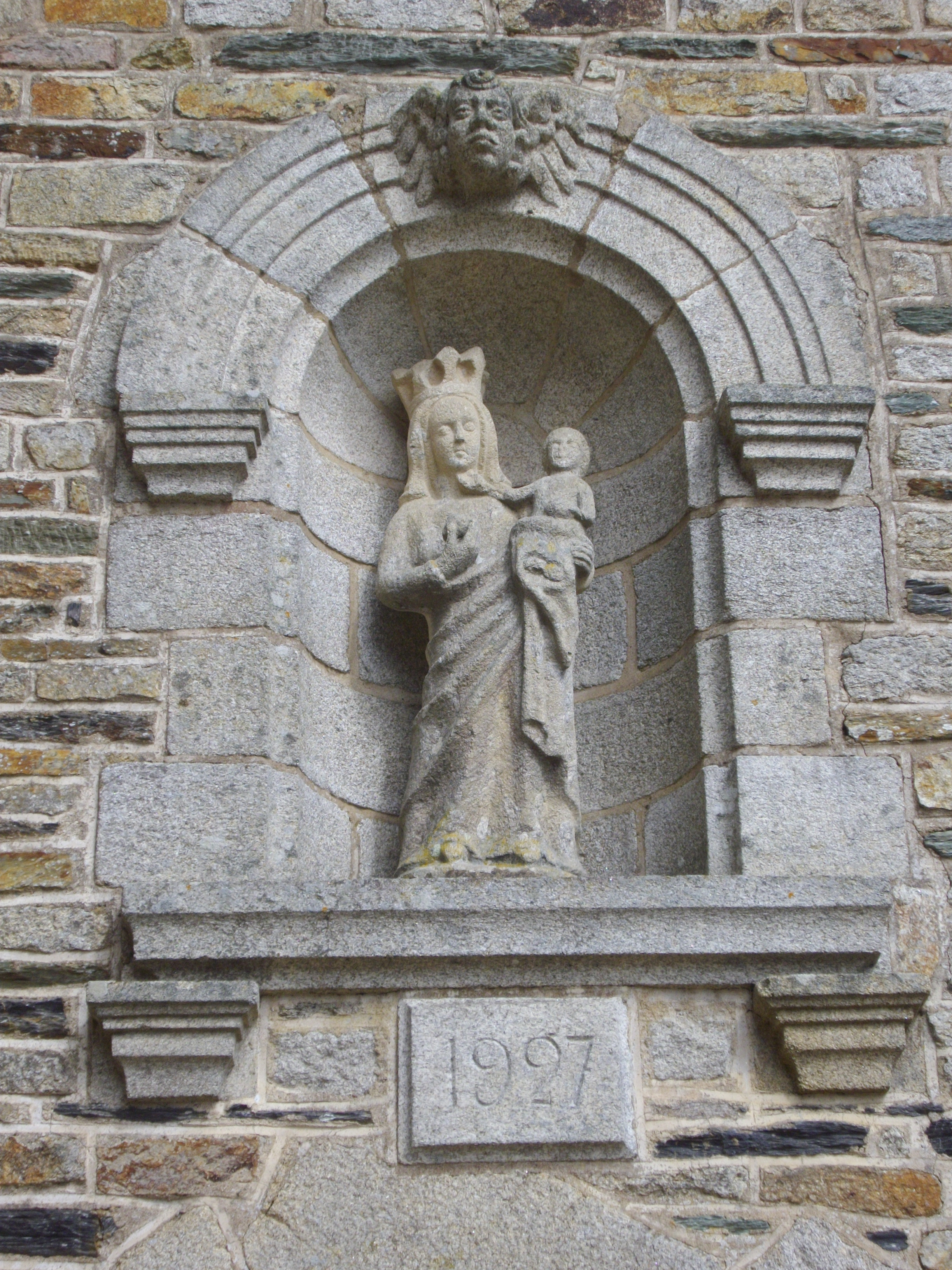
Église Saint-Malo de Monterrein : Vierge à l'Enfant dans une niche.
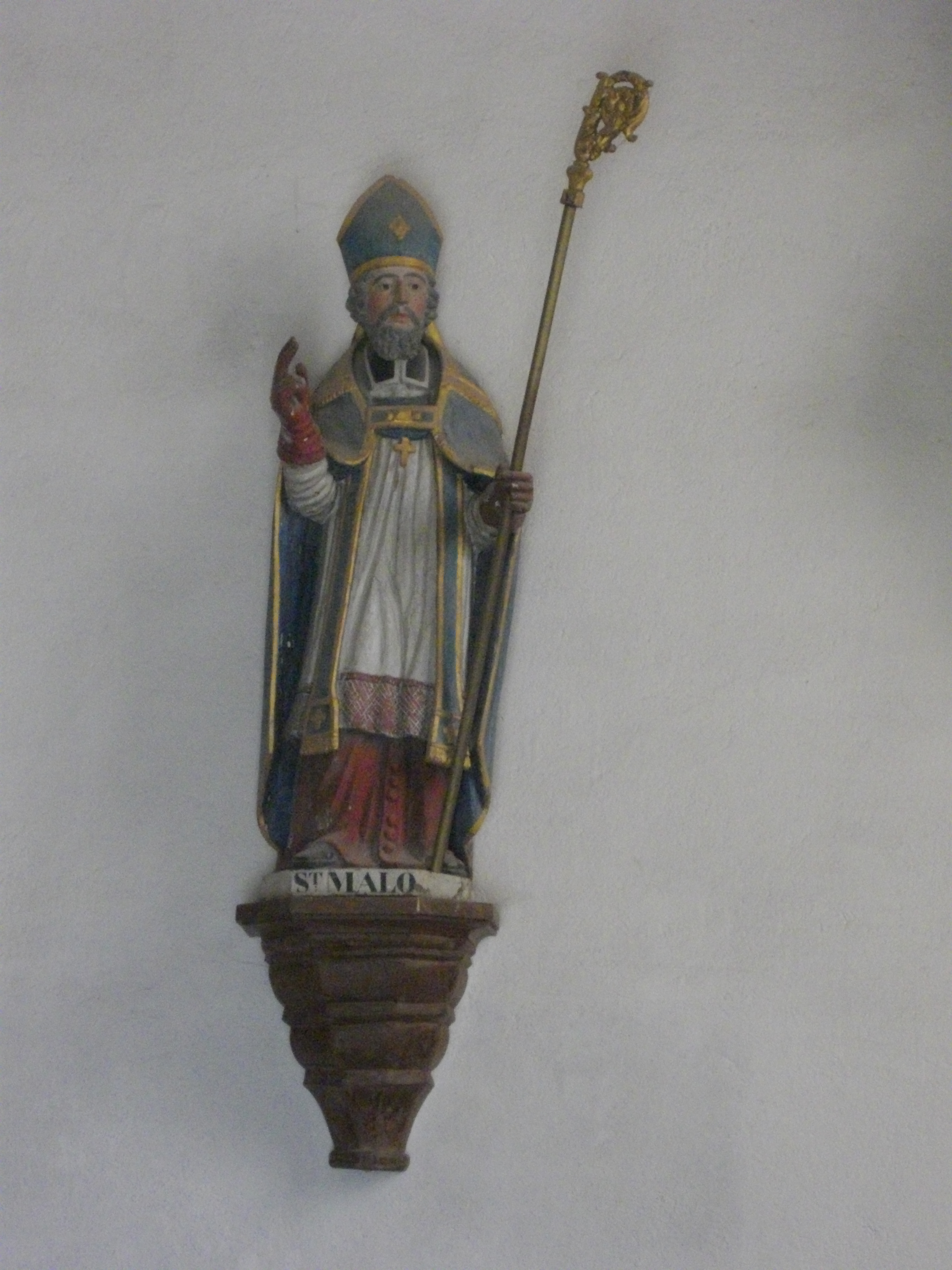
Église Saint-Malo de Monterrein : statue de saint Malo.
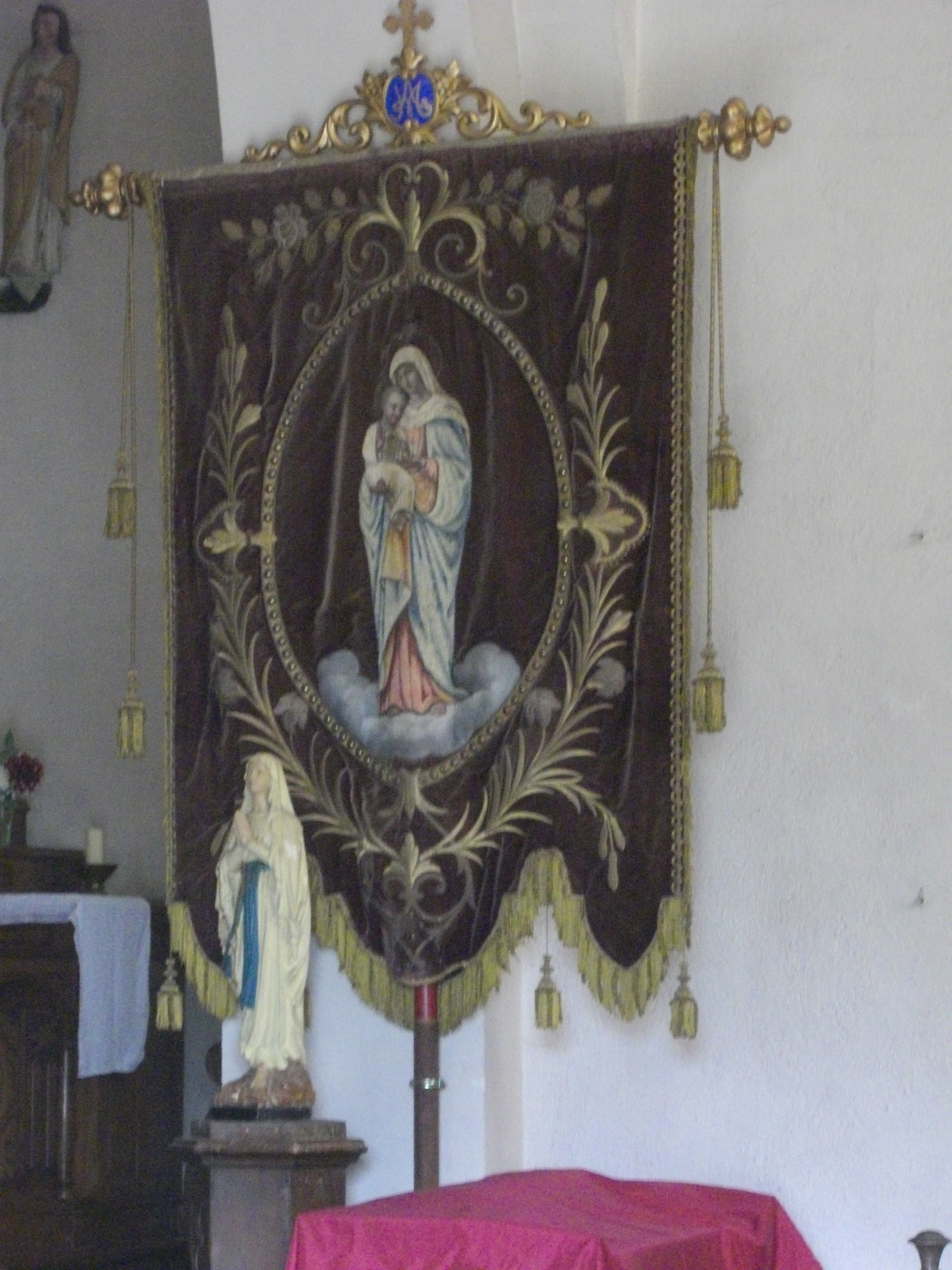
Église Saint-Malo de Monterrein : bannière de procession.

- Sur le parvis de l'église, on trouve une croix à bras « pattés », croix de Malte ayant en son centre une croix et une coupe gravées ( Inscrit MH (1927)[27]). Dans la commune, il y a aussi la croix de l'If et une autre croix à l'entrée du village de la Québois.
- La croix de cimetière près de l'église Saint-Malo ( Inscrit MH (1927)[28]).

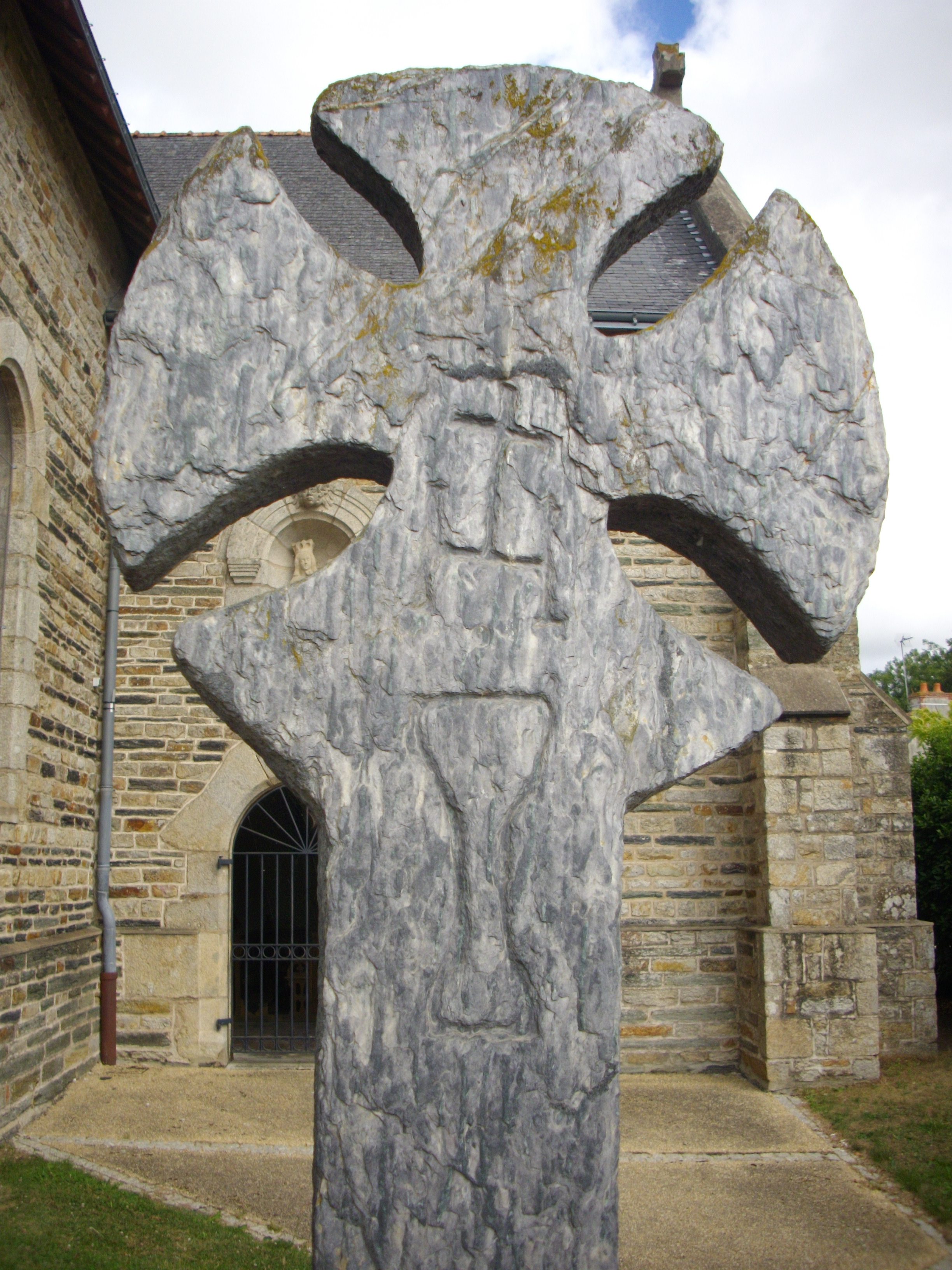
Monterrein : croix de cimetière, partie sommitale.
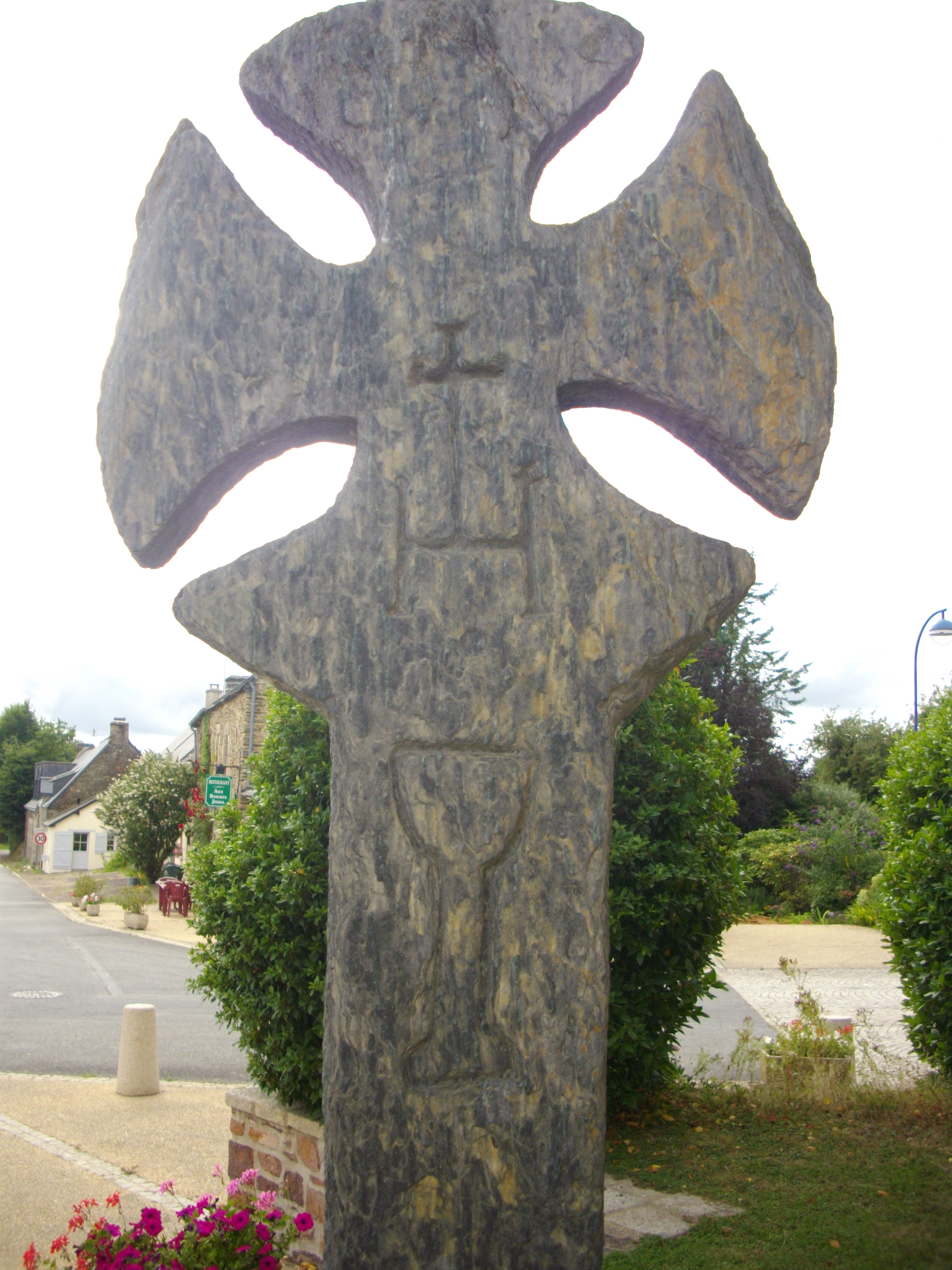
Monterrein : croix de cimetière, autre face.

- Le château de la Haute Touche.

Le château actuel, inscrit aux Monuments historiques depuis 2001, est un bâtiment de 1760, mais sur le lieu existe des vestiges des XVIe et XVIIe siècles. Excepté le principe des cuisines en sous-sols, adopté depuis longtemps dans la région de Malestroit, la construction du bâtiment se rapproche plutôt du type des malouinières. Les anciens bâtiments des XVIe et XVIIe siècles servent de communs. Le portail et sa ferronnerie font partie des embellissements effectués au début du XXe siècle par l'architecte rennais Jobbé-Duval. Ces embellissements comprenaient aussi des douves, jardins à la française, nouveau perron, .. À cette époque, une nouvelle chapelle a été construite, qui fait pendant à un colombier du XIIIe siècle.

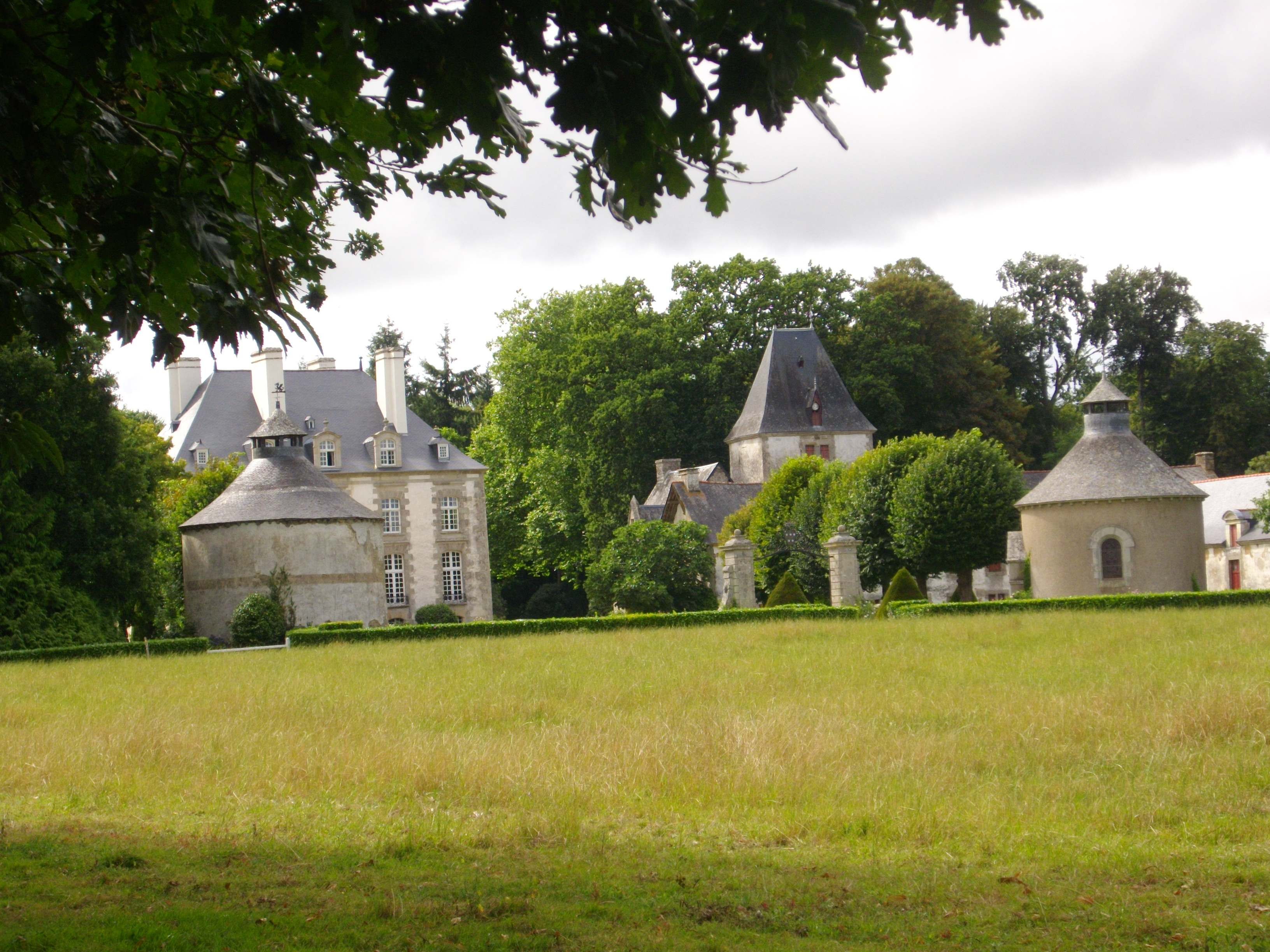
Château de la Haute-Touche : vue extérieure d'ensemble.
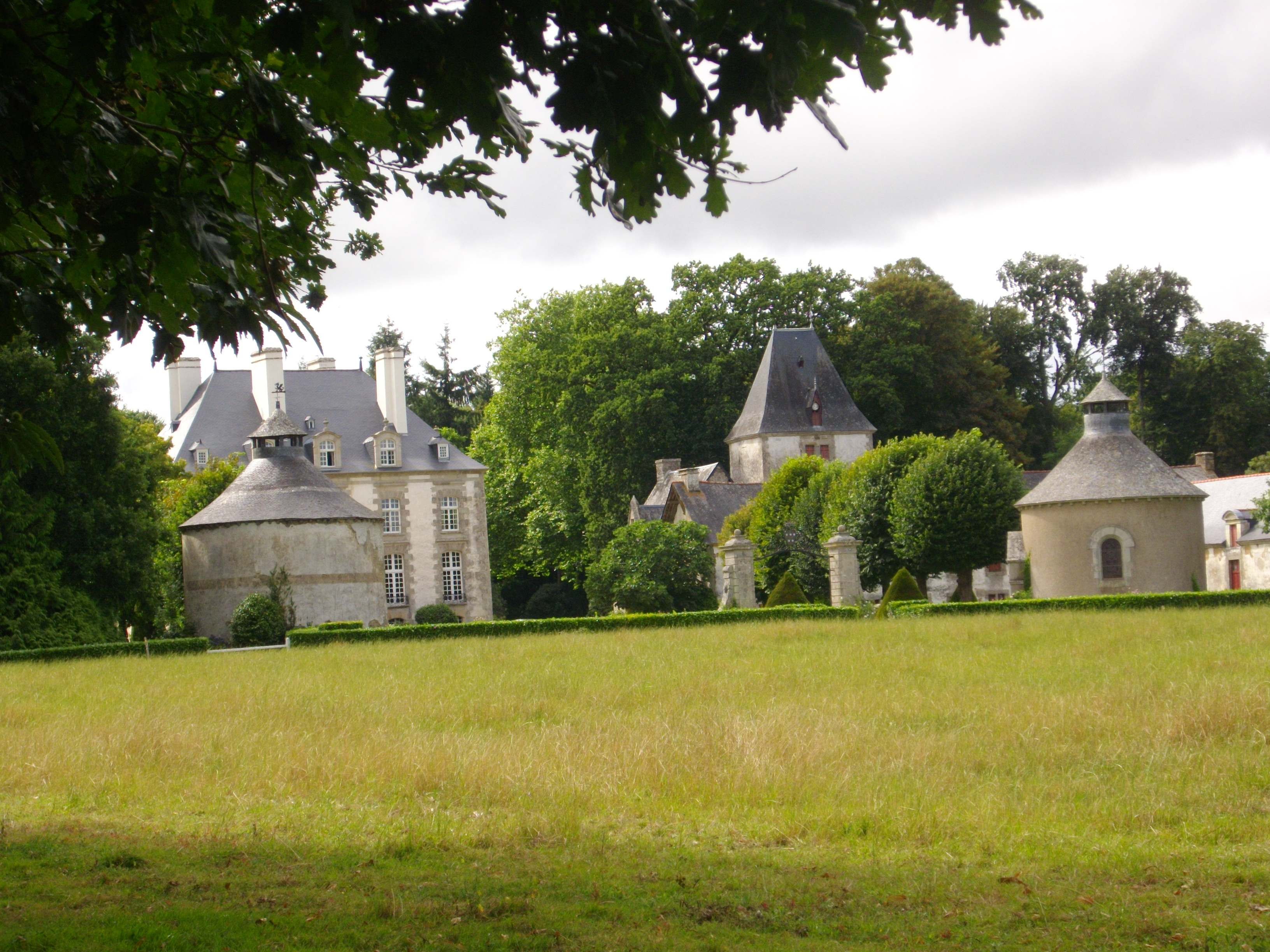
Château de la Haute-Touche : l'entrée.

- Près du château se trouve une croix en granit. À bras pattés, elle est ornée de nombreuses gravures. Elle figure la Crucifixion et la Vierge à l'Enfant et porte un blason aux armes des Boisbaudry.

### Héraldique
|  | Les armoiries de Monterrein se blasonnent ainsi : Parti : 1) d’azur à une colombe contournée volante d’argent – 2) de sinople à un menhir entaillé au sommet d’or – au chef d’argent chargé de trois croix de sable. |